# Dirphia crassifurca
Dirphia crassifurca är en fjärilsart som beskrevs av Lemaire 1971. Dirphia crassifurca ingår i släktet Dirphia och familjen påfågelsspinnare. Inga underarter finns listade i Catalogue of Life.